# 21015 Shigenari
21015 Shigenari este o planetă minoră (asteroid), cu un diametru de 9,138 km, din centura de asteroizi. A fost descoperită pe 16 octombrie 1988 la Kitami Observatory⁠(d) de Tetsuya Fujii⁠(d). 
Obiectul prezintă o orbită caracterizată de o semiaxă mare de 3,0378095 UAi, o excentricitate de 0,11, o înclinație de 11,00186 ° în raport cu ecliptica.